# غريفينا (مقاطعة)
غريفينا إحدى مقاطعات اليونان وأهم مدنها غريفينا عاصمة الاٍقليم، ديسكاتي وسامارينا.